# Aleksandr Nadiradze
Aleksandr Dawidowicz Nadiradze (ros. Александр Давидович Надирадзе, ur. 20 sierpnia?/2 września 1914 w Gori, zm. 3 września 1987 w Moskwie) – radziecki inżynier, projektant systemów rakietowych, dwukrotny Bohater Pracy Socjalistycznej (1976 i 1982).

## Życiorys
Urodził się w rodzinie gruzińskiego nauczyciela. W 1936 ukończył Zakaukaski Instytut Industrialny, potem studiował w Moskiewskim Instytucie Lotniczym, pracował w Centralnym Instytucie Aerohydrodynamicznym jako inżynier i kierownik grupy, zajmował się badaniami naukowymi, teoretycznymi i eksperymentalnymi urządzeń samolotowych. Od 1941 był konstruktorem Specjalnego Biura Konstruktorskiego (OKB) fabryki nr 22 i przystąpił do badań nad techniką rakietową, w 1945 został głównym konstruktorem i szefem OKB przy wydziale Moskiewskiego Mechanicznego Instytutu Ludowego Komisariatu Zaopatrzenia Wojskowego, od 15 października 1951 do 1955 kierował pracami nad stworzeniem kompleksu lotniczego "Czajka", w 1971-1976 pracował nad stworzeniem kompleksu "Pionier". Opracował rakietowe pociski balistyczne Temp-2S, RSD-10 Pionier i RT-2PM Topol i odegrał dużą rolę w stworzeniu pocisków RS-12M1 Topol-M i RS-24. W 1969 został doktorem nauk technicznych, a 1972 profesorem, a 29 grudnia 1981 członkiem rzeczywistym Akademii Nauk ZSRR. Napisał ponad sto prac naukowych. Został pochowany na cmentarzu Nowodziewiczym.

## Odznaczenia i nagrody
- Medal Sierp i Młot Bohatera Związku Radzieckiego (dwukrotnie - 9 września 1976 i 5 stycznia 1982)
- Order Lenina (czterokrotnie - 21 sierpnia 1968, 24 sierpnia 1974, 9 września 1976 i 5 stycznia 1982)
- Order Rewolucji Październikowej (20 sierpnia 1984)
- Order Czerwonego Sztandaru Pracy
- Nagroda Leninowska (1966)
- Nagroda Państwowa ZSRR (1987)

I medale.